# El Quibian
El Quibian o el Quibián fue un cacique indígena de los doraces cuyos dominios se encontraban en la cuenca del río Yebra o Quiebra, hoy denominado río Belén, en la costa caribeña de la actual República de Panamá, fueron visitados, esclavizados y masacrados por la guerra que llevó Cristóbal Colón en su cuarto viaje, a principios de 1503.

## Nombre, título o error
Se le menciona en los documentos colombinos con el nombre de «el Quibian» o Quibián. Dado que siempre se le menciona con el artículo antepuesto, es muy posible que la palabra Quibian identificase un título, concretamente el de cacique de la tribu de los indígenas doraces, actualmente conocidos como Buglé. Es importante no confundir a los doraces con los guaimíes, un pueblo distinto que originalmente habitaba en lo que hoy es Costa Rica y luego se trasladó al territorio panameño.
Hoy en día, podríamos pensar que los ngäbe-buglé forman un solo pueblo debido a las mezclas comunes resultantes de uniones o matrimonios. Sin embargo, hace siglos eran dos grupos distintos, cada uno con su propio idioma. Los ngäbe, también conocidos como guaimíes, difieren en ciertos aspectos de los buglé, que son descendientes de los doraces. Aunque ahora coexisten en el mismo territorio, es fundamental reconocer las diferencias históricas y culturales que los distinguen.

## La expedición colombina en el reino del Quibian
La expedición colombina llegó a los dominios del Quibián el 6 de enero de 1503, procedente de la bahía de Portobelo, y debido a la fecha de su llegada, día de la Epifanía, Cristóbal Colón dio el nombre de Belén al río Yebra. El Almirante confió a su hermano Bartolomé Colón la exploración del país circunvecino, lo que dio como resultado la alianza con los indígenas que lo poblaban debido a la amistad que se logró establecer con el Quibián, quien la selló en visita que hizo al Almirante a bordo de las naves. 
Esta acogida favorable indujo a Colón a fundar una población, a cuyo efecto hizo construir en una pequeña altura, cerca de la desembocadura del río, varias casas de palma para depósito de las provisiones y para alojamiento de la gente. Al establecimiento así fundado se le dio el nombre de Santa María de Belén, al frente del cual debía quedar con 80 hombres Don Bartolomé, mientras que Colón marchaba a España en busca de auxilios para proseguir el sometimiento del país y la apropiación de sus recursos naturales. Sin embargo, el Quibián comenzó a tomar las providencias para oponerse a tal propósito, a cuyo fin preparaba en secreto el concurso de varias naciones indígenas para destruir el establecimiento y arrojar de la costa a los extranjeros. 
Enterado Bartolomé Colón de estos planes decidió anticiparse a ellos, e hizo prisioneros al rey, sus familiares y amigos, a quienes condujo atados a Santa María de Belén. El Quibián, empero, aprovechando un descuido de su conductor, se arrojó del bote al río Veraguas, y como estaba atado los españoles supusieron que se ahogaría. Las naves españolas salieron del río y fondearon a corta distancia de la costa; pero mientras Bartolomé y otras personas iban a bordo a recibir instrucciones del Almirante, el Quibián, que había logrado salvarse, atacó Santa María de Belén, con el respaldo de algunas naciones vecinas, y se produjo una batalla en la que fue herido Bartolomé Colón. Finalmente, los españoles tuvieron que abandonar su pretendida fundación. En las naves, algunos de los parientes y amigos del rey intentaron huir, y los que no lo lograron se ahorcaron en las bodegas donde estaban recluidos.

## Hipótesis sobre la identidad del Quibian
Aunque el historiador panameño Cedeño Cenci considera que el Quibian es un personaje muy distinto del rey Urracá o Urraká, que se enfrentó a los españoles en el decenio de 1520, Joaquín González ha planteado la posibilidad de que se tratase del mismo monarca. Al respecto indica: 

«Es importante destacar también que Fray Bartolomé de las Casas en su Historia de las Indias narra que los españoles al mando de Gaspar de Espinosa en 1520 al arribar en busca de oro a las cercanías de Veragua en el lugar que hoy se conoce como Montijo, recibe confirmación del cacique Cébaco que el dueño y señor del oro de estas tierras era Urracá conocido por ellos como el “Señor de la Sierra”. Ya antes el propio Fray Bartolomé de las Casas, por referencia de las cartas de Colón a los Reyes de España (1503) narra también en su Historia de las Indias que el denominado Quibián era conocido por los indios de la región de Veragua como el “Señor de la Tierra” En verdad, esta homonimia resulta sorprendente y curiosamente extraña, si nos resignáramos a creer que Urracá y Quibián eran personas distintas y no uno solo como yo prefiero pensar... Un argumento adicional sobre la unicidad de la personalidad de Urracá y el Quibián lo tenemos en la extraordinaria similitud de las características físicas descritas para ambos por el propio Fray Bartolomé de las Casas: musculatura, porte, valentía, inteligencia, liderazgo y carisma de guerrero, por encima de lo normal... Finalmente, consideremos otro hecho histórico extraído del Tomo III de la Historia de las Indias del fraile Bartolomé de las Casas, en donde aparece copiosa información sobre las luchas del caudillo de Veragua. Luego de la humillante derrota sufrida por Gaspar de Espinosa y Pedrarias a manos de Urracá en las llanuras de Coclé, el cacique Urracá organizó en 1527 una poderosa confederación de pueblos indígenas contra los españoles en el preámbulo del célebre enfrentamiento en Natá que más tarde sería conocida como “La batalla de las razas”. A ese encuentro acudieron los grandes señores de Veragua entre ellos los caciques Trota, Ponca, Duraría, Guisia, Guaniagua, Tabor, Chiracona, Huisia, Esquegun, Bulabá, Raquegua, Musa, Sambú y Chocó. Por demás, en ese momento los conquistadores solo habían logrado derrotar y tener a su servicio a los caciques Cébaco, Mariato, Bericó, Natá y Nomé... Es decir, no aparece mención del Quibián por ningún lado, lo cual no parece lógico dada su reconocida beligerancia y cualidades de guerrero, supuestamente en el mismo entorno o escenario de los hechos.»
Joaquín González